# تاریخ لیتوانی
تاریخ لیتوانی به چندین هزار سال پیش برمی‌گردد اما نخستین نام ثبت‌شدهٔ آن در تاریخ مربوط به سال ۱۰۰۹ میلادی است. لیتوانیایی‌ها گروهی از بالت‌ها بودند که بعدها سرزمین‌های مجاور را تسخیر کرده و در قرن سیزدهم، دوک‌نشین بزرگ لیتوانی (و همچنین پادشاهی لیتوانی که مدت زیادی دوام نیاورد) را تشکیل دادند. دوک‌نشین بزرگ یک سرزمین جنگی موفق و بادوام بود. این سرزمین برای مدت بسیار طولانی مستقل ماند و یکی از آخرین مکان‌هایی در اروپا بود که به مسیحیت روی‌آورد (در قرن چهاردهم میلادی). این دوک‌نشین به دلیل قدرت زیادی که داشت، از طریق پیروزی بر گروه‌های زیادی از اسلاوهای شرقی که در روتنیا ساکن بودند، تبدیل به یکی از بزرگ‌ترین سرزمین‌های اروپا در قرن پانزدهم شد. دوک‌نشین بزرگ و لهستان در سال ۱۳۸۵ میلادی با اتحاد کروو تشکیل یک سلسلهٔ متحد دادند. بعدها، در سال ۱۵۶۹ پیمان لوبلین منجر به شکل‌گیری مشترک‌المنافع لهستان–لیتوانی شد که تا سال ۱۷۹۵، هنگامی که سومین تجزیهٔ لهستان باعث پاک‌شدن لهستان و لیتوانی از نقشهٔ سیاسی شد، دوام یافت. پس از این انحلال، لیتوانیایی‌ها تا قرن بیستم تحت فرمانروایی امپراتوری روسیه زندگی کردند؛ هرچند که در این مدت شورش‌های فراوانی، به خصوص در سالهای ۱۸۳۰–۱۸۳۱ و ۱۸۶۳ به وقوع پیوست.
در ۱۶ فوریهٔ ۱۹۱۸ لیتوانی به عنوان یک کشور دموکراتیک بازتأسیس شد. لیتوانی توانست تا آغاز جنگ جهانی دوم مستقل باقی بماند، و سپس در آن هنگام توسط اتحاد جماهیر شوروی، تحت شروط پیمان مولوتوف-ریبنتروپ به تصرف درآمد. پس از یک دوره اشغال کوتاه‌مدت توسط آلمان نازی، بعد از جنگ تحمیلی نازی‌ها علیه شوروی، لیتوانی مجدداً به مدت ۵۰ سال به اتحاد جماهیر شوروی پیوست. در سال‌های ۱۹۹۰–۱۹۹۱ لیتوانی حاکمیت خود را به سبب مصوبه بازتأسیس‌شدن کشور لیتوانی، مجدداً به دست آورد. لیتوانی در سال ۲۰۰۴ به عنوان بخشی از برنامهٔ توسعهٔ اتحادیهٔ اروپا (۲۰۰۴)، به عضویت در ناتو و اتحادیهٔ اروپا درآمد.

## جنگ جهانی دوم

### اشغال توسط آلمان
در پی آغاز عملیات بارباروسا، تهاجم آلمان به شوروی در ماه ژوئن سال ۱۹۴۱، لیتوانی نخستین کشور در منطقه بالتیک بود که ارتش سرخ از آن بیرون رانده شد. در تلاش برای احیای استقلال خود، پیش از آن که نیروهای ورماخت فرا برسند دولت موقت لیتوانی کاملاً بر شهر کاوناس، پایتخت پیشین این کشور، مسلط شده و در تلاش بود تمامی نهادهای گذشته خود را بازیابد. این دولت در نظر داشت سرهنگ کازیس شکیرپا، مؤسس جبهه فعالان لیتوانی، را که در آلمان به سر می‌برد، در جایگاه رهبری خود قرار دهد. با این حال آلمانی‌ها اجازه بازگشت او به لیتوانی را ندادند. بدین شکل، دولت موقت یوئوزاس آمبرازویچیوس را به عنوان نخست‌وزیر موقت برگزید. در ابتدا رابطه دولت موقت با فرمانداری نظامی آلمان مناسب بود اما آلمانی‌ها تا جایی که می‌توانستند امکان تبدیل شدن حاکمیت آمبرازویچیوس به یک دولت کامل، از جمله با جلوگیری از دسترسی آن به پایگاه رادیو، را نمی‌دادند. آلمانی‌ها به سرعت حاکمیت خود را بر لیتوانی برقرار کردند و نام «بخش عمومی لیتوانی» (به آلمانی: Generalbezirk Litauen) به عنوان یکی از چهار منطقه رایشس‌کومیساریات اوستلانت، بر آن نهادند. اداره این ناحیه بر عهده آدریان فون رنتلن نهاده شد. رابطه او هم با دولت موقت لیتوانی مناسب بود اما تلاش فعالانه برای تضعیف آن ادامه داشت. در این حال تشدد درون دولت موقت در رابطه با نحوه و میزان همکاری با آلمانی‌ها وجود داشت. به هر صورت با تسلط کامل نظامی آلمان بر لیتوانی، این دولت قادر به مقاومت در برابر اداره آن‌ها نبود. بدین ترتیب تنها پس از شش هفته از تشکیل آن دولت موقت لیتوانی منحل شد.